# 1970年ドイツグランプリ
1970年ドイツグランプリ (1970 German Grand Prix) は、1970年のF1世界選手権第8戦として、1970年8月2日にホッケンハイムリンクで開催された。
レースは50周で行われ、ロータスのヨッヘン・リントが2番手スタートから優勝した。フェラーリのジャッキー・イクスが2位、マクラーレンのデニス・ハルムが3位となった。

## 背景
ドイツGPは前年までニュルブルクリンクで開催されていたが、同サーキットの安全性についてグランプリ・ドライバーズ・アソシエーション(GPDA)から要求が出されていた。しかし、主催者が安全対策を怠ったことから、GPDAがニュルブルクリンクでのレースを拒否したため、土壇場でホッケンハイムリンクに変更された。ホッケンハイムリンクは1968年にジム・クラークがF2レースで事故死した後、シケインを2ヶ所設置する改修を行っていた。

## エントリー
ブルース・マクラーレンの死後、急遽マクラーレンに加わったダン・ガーニーだったが、ガーニーとマクラーレンのスポンサーが競合した問題により、チームを離脱せざるを得なかった。これに伴い、ピーター・ゲシンが同チームのレギュラードライバーとなった。フェラーリは2台目の312Bをイグナツィオ・ギュンティとクレイ・レガツォーニの2人で交互に走らせていたが、レガツォーニが前戦イギリスGPで2戦連続の4位入賞を果たした実績を買い、続けて彼を起用した。地元出身のフーベルト・ハーネは自らマーチ・701を購入して参戦する。

### エントリーリスト
| チーム                                              | No. | ドライバー                     | コンストラクター | シャシー | エンジン                         | タイヤ |
| --------------------------------------------------- | --- | ------------------------------ | ---------------- | -------- | -------------------------------- | ------ |
| ティレル・レーシング・オーガニゼーション            | 1   | ジャッキー・スチュワート       | マーチ           | 701      | フォード・コスワース DFV 3.0L V8 | D      |
| ティレル・レーシング・オーガニゼーション            | 23  | フランソワ・セベール           | マーチ           | 701      | フォード・コスワース DFV 3.0L V8 | D      |
| ゴールドリーフ・チーム・ロータス                    | 2   | ヨッヘン・リント               | ロータス         | 72C      | フォード・コスワース DFV 3.0L V8 | F      |
| ゴールドリーフ・チーム・ロータス                    | 16  | ジョン・マイルズ               | ロータス         | 72C      | フォード・コスワース DFV 3.0L V8 | F      |
| ゴールドリーフ・チーム・ロータス                    | 17  | エマーソン・フィッティパルディ | ロータス         | 49C      | フォード・コスワース DFV 3.0L V8 | F      |
| モーターレーシング・ディベロップメンツ・リミテッド  | 3   | ジャック・ブラバム             | ブラバム         | BT33     | フォード・コスワース DFV 3.0L V8 | G      |
| アウト・モトール・ウント・シュポルト                | 21  | ロルフ・シュトメレン           | ブラバム         | BT33     | フォード・コスワース DFV 3.0L V8 | G      |
| ブルース・マクラーレン・モーターレーシング          | 4   | デニス・ハルム                 | マクラーレン     | M14A     | フォード・コスワース DFV 3.0L V8 | G      |
| ブルース・マクラーレン・モーターレーシング          | 24  | ピーター・ゲシン               | マクラーレン     | M14A     | フォード・コスワース DFV 3.0L V8 | G      |
| ブルース・マクラーレン・モーターレーシング          | 20  | アンドレア・デ・アダミッチ     | マクラーレン     | M14D     | アルファロメオ T33 3.0L V8       | G      |
| マーチ・エンジニアリング                            | 5   | クリス・エイモン               | マーチ           | 701      | フォード・コスワース DFV 3.0L V8 | F      |
| マーチ・エンジニアリング                            | 12  | ジョー・シフェール             | マーチ           | 701      | フォード・コスワース DFV 3.0L V8 | F      |
| ヤードレー・チーム・BRM                             | 6   | ペドロ・ロドリゲス             | BRM              | P153     | BRM P142 3.0L V12                | D      |
| ヤードレー・チーム・BRM                             | 18  | ジャッキー・オリバー           | BRM              | P153     | BRM P142 3.0L V12                | D      |
| ヤードレー・チーム・BRM                             | 19  | ジョージ・イートン 1           | BRM              | P153     | BRM P142 3.0L V12                | D      |
| チーム・サーティース                                | 7   | ジョン・サーティース           | サーティース     | TS7      | フォード・コスワース DFV 3.0L V8 | F      |
| エキップ・マトラ・エルフ                            | 8   | ジャン＝ピエール・ベルトワーズ | マトラ           | MS120    | マトラ MS12 3.0L V12             | G      |
| エキップ・マトラ・エルフ                            | 14  | アンリ・ペスカロロ             | マトラ           | MS120    | マトラ MS12 3.0L V12             | G      |
| ブルックボンド・オクソ・レーシング/ロブ・ウォーカー | 9   | グラハム・ヒル                 | ロータス         | 49C      | フォード・コスワース DFV 3.0L V8 | F      |
| スクーデリア・フェラーリ SpA SEFAC                  | 10  | ジャッキー・イクス             | フェラーリ       | 312B     | フェラーリ 001 3.0L F12          | F      |
| スクーデリア・フェラーリ SpA SEFAC                  | 15  | クレイ・レガツォーニ           | フェラーリ       | 312B     | フェラーリ 001 3.0L F12          | F      |
| STPコーポレーション                                 | 11  | マリオ・アンドレッティ         | マーチ           | 701      | フォード・コスワース DFV 3.0L V8 | F      |
| コーリン・クラッベ・レーシング                      | 22  | ロニー・ピーターソン           | マーチ           | 701      | フォード・コスワース DFV 3.0L V8 | G      |
| フランク・ウィリアムズ・レーシングカーズ            | 25  | ブライアン・レッドマン         | デ・トマソ       | 505      | フォード・コスワース DFV 3.0L V8 | D      |
| フーベルト・ハーネ                                  | 26  | フーベルト・ハーネ             | マーチ           | 701      | フォード・コスワース DFV 3.0L V8 | F      |
| シルビオ・モーザー・レーシングチーム                | 27  | シルビオ・モーザー             | ベラシ           | F1 70    | フォード・コスワース DFV 3.0L V8 | G      |
| ソース:                                             |     |                                |                  |          |                                  |        |

追記
- ^1 - イートンはエントリーを拒否された[9]

## 予選
本レースの決勝進出台数は21台で、ロニー・ピーターソン、シルビオ・モーザー、アンドレア・デ・アダミッチ、ブライアン・レッドマン、フーベルト・ハーネの5人を除くドライバーに対し、自動的に決勝へ進出できる権利を与えた。
高速サーキットのホッケンハイムリンクであったが、パワーに優るフェラーリ・312Bよりもエアロダイナミクスとハンドリングに優れたロータス・72の方が圧倒的に有利であると見られていた。しかし、フェラーリのエースであるジャッキー・イクスがロータスのエースであるヨッヘン・リントを上回ってポールポジションを獲得し、チームメイトのクレイ・レガツォーニも3番手となり、ジョー・シフェールとともに2列目を得た。アンリ・ペスカロロとクリス・エイモンが3列目を占め、前年度王者のジャッキー・スチュワートは7番手に終わった。

### 予選結果
| 順位    | No. | ドライバー                     | コンストラクター            | タイム | 差   | グリッド |
| ------- | --- | ------------------------------ | --------------------------- | ------ | ---- | -------- |
| 1       | 10  | ジャッキー・イクス             | フェラーリ                  | 1:59.5 | -    | 1        |
| 2       | 2   | ヨッヘン・リント               | ロータス-フォード           | 1:59.7 | +0.2 | 2        |
| 3       | 15  | クレイ・レガツォーニ           | フェラーリ                  | 1:59.8 | +0.3 | 3        |
| 4       | 12  | ジョー・シフェール             | マーチ-フォード             | 2:00.0 | +0.5 | 4        |
| 5       | 14  | アンリ・ペスカロロ             | マトラ                      | 2:00.5 | +1.0 | 5        |
| 6       | 5   | クリス・エイモン               | マーチ-フォード             | 2:00.9 | +1.4 | 6        |
| 7       | 1   | ジャッキー・スチュワート       | マーチ-フォード             | 2:01.0 | +1.5 | 7        |
| 8       | 6   | ペドロ・ロドリゲス             | BRM                         | 2:01.1 | +1.6 | 8        |
| 9       | 11  | マリオ・アンドレッティ         | マーチ-フォード             | 2:01.5 | +2.0 | 9        |
| 10      | 16  | ジョン・マイルズ               | ロータス-フォード           | 2:01.6 | +2.1 | 10       |
| 11      | 21  | ロルフ・シュトメレン           | ブラバム-フォード           | 2:01.6 | +2.1 | 11       |
| 12      | 3   | ジャック・ブラバム             | ブラバム-フォード           | 2:02.0 | +2.5 | 12       |
| 13      | 17  | エマーソン・フィッティパルディ | ロータス-フォード           | 2:02.0 | +2.5 | 13       |
| 14      | 23  | フランソワ・セベール           | マーチ-フォード             | 2:02.1 | +2.6 | 14       |
| 15      | 7   | ジョン・サーティース           | サーティース-フォード       | 2:02.1 | +2.6 | 15       |
| 16      | 4   | デニス・ハルム                 | マクラーレン-フォード       | 2:02.1 | +2.6 | 16       |
| 17      | 24  | ピーター・ゲシン               | マクラーレン-フォード       | 2:02.2 | +2.7 | 17       |
| 18      | 18  | ジャッキー・オリバー           | BRM                         | 2:02.3 | +2.8 | 18       |
| 19      | 22  | ロニー・ピーターソン 1         | マーチ-フォード             | 2:02.4 | +2.9 | 19       |
| 20      | 25  | ブライアン・レッドマン 1       | デ・トマソ-フォード         | 2:02.7 | +3.2 | DNQ      |
| 21      | 9   | グラハム・ヒル                 | ロータス-フォード           | 2:03.0 | +3.5 | 20       |
| 22      | 20  | アンドレア・デ・アダミッチ 1   | マクラーレン-アルファロメオ | 2:03.0 | +3.5 | DNQ      |
| 23      | 8   | ジャン＝ピエール・ベルトワーズ | マトラ                      | 2:05.2 | +5.7 | 21       |
| 24      | 27  | シルビオ・モーザー 1           | ベラシ-フォード             | 2:06.2 | +6.7 | DNQ      |
| 25      | 26  | フーベルト・ハーネ 1           | マーチ-フォード             | 2:07.1 | +7.6 | DNQ      |
| ソース: |     |                                |                             |        |      |          |

追記
- 決勝進出台数は21台に制限[10]
- ^1 - シード権から外れたドライバー。1台（ピーターソン）のみ決勝進出[10]

## 決勝
ジャッキー・イクスはスタートでヨッヘン・リントからリードし、ジョー・シフェール、クレイ・レガツォーニ、クリス・エイモンが合流して先頭集団を形成した。この5人によるスリップストリームはシフェールが遅れを取るまで続き、周回ごとに順位を入れ替えていった。レガツォーニは22周目にリードを奪って初のラップリーダーとなったが、31周目にギアボックスが壊れてスピンオフしてリタイアし、5周後にエイモンのエンジンが壊れてリタイアしたため、リントとイクスの一騎打ちとなった。残り2周になってリントがリードし、両者は0.7秒の差でフィニッシュラインを超えた。デニス・ハルムは3位となったが、2人から1分20秒遅れであった。リントはロータス・72の性能に感動するあまり、優勝の栄冠を自らの手で受け取ろうとはせず、「このマシンに乗れば、誰でも勝てましたよ」と穏やかに語った。
リントは4連勝を挙げ、母国グランプリとなる次戦オーストリアGPを前に、ランキング2位のジャック・ブラバムに20点差を付けた。そして、結果的にこれが最後の優勝、表彰台、入賞、完走となった。

### レース結果
| 順位    | No. | ドライバー                     | コンストラクター            | 周回数 | タイム/リタイア原因   | グリッド | ポイント |
| ------- | --- | ------------------------------ | --------------------------- | ------ | --------------------- | -------- | -------- |
| 1       | 2   | ヨッヘン・リント               | ロータス-フォード           | 50     | 1:42:00.3             | 2        | 9        |
| 2       | 10  | ジャッキー・イクス             | フェラーリ                  | 50     | +0.7                  | 1        | 6        |
| 3       | 4   | デニス・ハルム                 | マクラーレン-フォード       | 50     | +1:21.8               | 16       | 4        |
| 4       | 17  | エマーソン・フィッティパルディ | ロータス-フォード           | 50     | +1:55.1               | 13       | 3        |
| 5       | 21  | ロルフ・シュトメレン           | ブラバム-フォード           | 49     | +1 Lap                | 11       | 2        |
| 6       | 14  | アンリ・ペスカロロ             | マトラ                      | 49     | +1 Lap                | 5        | 1        |
| 7       | 23  | フランソワ・セベール           | マーチ-フォード             | 49     | +1 Lap                | 14       |          |
| 8       | 12  | ジョー・シフェール             | マーチ-フォード             | 47     | イグニッション        | 4        |          |
| 9       | 7   | ジョン・サーティース           | サーティース-フォード       | 46     | エンジン              | 15       |          |
| Ret     | 9   | グラハム・ヒル                 | ロータス-フォード           | 37     | エンジン              | 20       |          |
| Ret     | 5   | クリス・エイモン               | マーチ-フォード             | 34     | エンジン              | 6        |          |
| Ret     | 15  | クレイ・レガツォーニ           | フェラーリ                  | 30     | ギアボックス/エンジン | 3        |          |
| Ret     | 16  | ジョン・マイルズ               | ロータス-フォード           | 24     | エンジン              | 10       |          |
| Ret     | 1   | ジャッキー・スチュワート       | マーチ-フォード             | 20     | エンジン              | 7        |          |
| Ret     | 11  | マリオ・アンドレッティ         | マーチ-フォード             | 15     | ギアボックス          | 9        |          |
| Ret     | 22  | ロニー・ピーターソン           | マーチ-フォード             | 11     | エンジン              | 19       |          |
| Ret     | 6   | ペドロ・ロドリゲス             | BRM                         | 7      | イグニッション        | 8        |          |
| Ret     | 18  | ジャッキー・オリバー           | BRM                         | 5      | エンジン              | 18       |          |
| Ret     | 3   | ジャック・ブラバム             | ブラバム-フォード           | 4      | オイル漏れ            | 12       |          |
| Ret     | 8   | ジャン＝ピエール・ベルトワーズ | マトラ                      | 4      | サスペンション        | 21       |          |
| Ret     | 24  | ピーター・ゲシン               | マクラーレン-フォード       | 3      | スロットル            | 17       |          |
| DNQ     | 25  | ブライアン・レッドマン         | デ・トマソ-フォード         |        | 予選不通過            |          |          |
| DNQ     | 20  | アンドレア・デ・アダミッチ     | マクラーレン-アルファロメオ |        | 予選不通過            |          |          |
| DNQ     | 27  | シルビオ・モーザー             | ベラシ-フォード             |        | 予選不通過            |          |          |
| DNQ     | 26  | フーベルト・ハーネ             | マーチ-フォード             |        | 予選不通過            |          |          |
| ソース: |     |                                |                             |        |                       |          |          |

優勝者ヨッヘン・リントの平均速度
199.667 km/h (124.067 mph)
ファステストラップ
- ジャッキー・イクス - 2:00.5（50周目）

ラップリーダー
太字は最多ラップリーダー
- ジャッキー・イクス - 31周 (Lap 1-6, 10-17, 26-31, 36-43, 45-46, 48)
- ヨッヘン・リント - 17周 (Lap 7-9, 18-21, 24-25, 32-35, 44, 47, 49-50)
- クレイ・レガツォーニ - 2周 (Lap 22-23)

## 第8戦終了時点のランキング
|         | 順位 | ドライバー               | ポイント |
| ------- | ---- | ------------------------ | -------- |
|         | 1    | ヨッヘン・リント         | 45       |
|         | 2    | ジャック・ブラバム       | 25       |
| 1       | 3    | デニス・ハルム           | 20       |
| 1       | 4    | ジャッキー・スチュワート | 19       |
|         | 5    | クリス・エイモン         | 14       |
| ソース: |      |                          |          |

|         | 順位 | コンストラクター      | ポイント |
| ------- | ---- | --------------------- | -------- |
|         | 1    | ロータス-フォード     | 50       |
|         | 2    | マーチ-フォード       | 33       |
|         | 3    | ブラバム-フォード     | 29       |
|         | 4    | マクラーレン-フォード | 27       |
| 2       | 5    | フェラーリ            | 16       |
| ソース: |      |                       |          |

- 注: トップ5のみ表示。前半7戦のうちベスト6戦及び後半6戦のうちベスト5戦がカウントされる。